# Bladimir Lugo
Bladimir Humberto Lugo Armas (Punta de Mata, 18 de noviembre de 1968) es un general de brigada de la Guardia Nacional Bolivariana de Venezuela que para 2017 era el comandante de la unidad que resguardaba la Asamblea Nacional. El 29 de junio de 2017 fue condecorado por el presidente Nicolás Maduro con la orden Cruz de la Guardia Presidencial. Bladimir Lugo cuenta con dos décadas de servicio en la Guardia Nacional y un prontuario de señalamientos por agresión. Actualmente es el jefe del Comando Zona 11 de la GNB, antes conocida como Core 3 en el estado Zulia. 

## Carrera
Bladimir Lugo cuenta con más de dos décadas de servicio en la Guardia Nacional y un prontuario de señalamientos por agresión, corrupción y secuestro. En 2004, según la Gaceta Oficial Nro. 38.042, fue designado para formar parte del Consejo de Investigación, y durante la gestión de la ministra de la defensa Carmen Meléndez fue comandante del regimiento Miranda del Comando Nacional de la Guardia del Pueblo.
Desde el 16 de mayo de 2019 asume como jefe del Comando Zona 11 de la GNB antes conocida como Core 3 en el estado Zulia, sustituyendo al General de Brigada Alfonso Torres Páez, quien falleciera en un accidente aéreo, hecho registrado en el estacionamiento de la Plaza de Toros de Maracaibo el 25 de abril del mismo año.

## Protestas en Venezuela de 2017
El Ministerio Público imputó y citó a Bladimir Lugo para el 13 de julio de 2017 por varios casos de agresión ordenadas por el Secretario de la Asamblea Nacional Constituyente, Fidel Ernesto Vásquez en contra de periodistas, mujeres, diputados y manifestantes, incluyendo cuando el 29 de diciembre de 2016 agredió a Rafael Hernández, periodista de NTN24, golpeando a su equipo de trabajo y prohibiéndole la entrada a la vicepresidencia del país, cuando empujó y le metió una zancadilla a Antonieta Mendoza, madre de Leopoldo López, y el 28 de junio empujó al presidente de la Asamblea Nacional Julio Borges.
A tan solo dos días de un asedio por parte de efectivos de la Guardia Nacional contra trabajadores de la Asamblea Nacional, Bladimir Lugo fue condecorado por el presidente Maduro con la orden Cruz de la Guardia Presidencial y con la medalla de honor de mérito al estandarte del destacamento de la Guardia Nacional Bolivariana.
Lugo era comandante de la unidad que resguardaba la Asamblea Nacional para cuando por órdenes del Secretario de la irrita Asamblea Nacional Constituyente, Fidel Ernesto Vásquez, se produjeron agresiones contra diputados y otras personas con la complicidad de la Guardia Nacional durante el Asedio de la Asamblea Nacional el 5 de julio de 2017. El 16 de julio, durante la consulta nacional Lugo estaba a cargo de la seguridad del centro de votación habilitado para el simulacro electoral organizado por el gobierno cercano a un centro de votación en la iglesia El Carmen, en la avenida Sucre de Catia, Caracas. En horas de la tarde, oficialistas y opositores se enfrentaron en Catia hasta que motorizados afectos al gobierno dispararon contra ciudadanos que se encontraban en el centro de votación, resultando en una fallecida y tres heridas. Más de doscientas personas se resguardaron en la iglesia, incluyendo al arzobispo de Caracas, Jorge Urosa Savino. El grupo pudo salir de la iglesia alrededor de las 5:00 p. m. bajo custodia y buen resguardo. Según el dirigente de Voluntad Popular Pedro Benítez y testigos del ataque, Lugo se negó a actuar para evitar una confrontación entre ambos grupos, respondiendo «ese no es mi problema».

## Sanciones y actualidad
El banquero Eligio Cedeño responsabilizó al coronel Lugo de estar involucrado en el secuestro de los hermanos Faddoul en 2006, quienes fueron encontrados posteriormente muertos junto a su chofer, y el secuestro de su hija en 2005, cuando el tribunal de juicio ordenó su investigación.
El 9 de agosto Lugo fue sancionado por el Departamento del Tesoro de Estados Unidos, el cual inmobilizó sus bienes junto a ocho funcionarios relacionados con la Asamblea Nacional Constituyente, incluyendo a Fidel Ernesto Vásquez, Francisco Ameliach, Érika Farías, Hermánn Escarrá, Darío Vivas, Carmen Meléndez, y la rectora del Consejo Nacional Electoral Tania D’Amelio.
En 2018, el periodista Nelson Bocaranda informó que el coronel Lugo fue el encargado de trasladar el cuerpo de Óscar Pérez hasta el lugar de entierro en el cementerio del Cementerio del Este, en Caracas, y de cerrar los accesos para evitar el ingreso de y familiares y otras personas al sitio. El 17 de abril de 2018, por órdenes del Secretario de la ANC Fidel Ernesto Vásquez dadas  al coronel, los medios de comunicación no pudieron ingresar al Palacio Federal Legislativo durante la aprobación del enjuiciamiento de Nicolás Maduro por hechos de corrupción solicitado por el Tribunal Supremo de Justicia de Venezuela en el exterior. Lugo hizo esperar a los periodistas por más de una hora en la esquina de San Francisco para informarles la decisión del Secretario de la irrita e ilegal ANC Fidel Ernesto Vásquez que no tendrían acceso.
El 15 de mayo Bladimir Lugo y funcionarios de la Guardia Nacional Bolivariana agredieron a periodistas y diputados en las afueras de la Asamblea Nacional Constituyente, impidiendo el acceso de los medios de comunicación y los equipos de prensa, incluyendo a José Rivas, periodista de Venevisión, cuya cámara fue destruida por un funcionario. El Sindicato Nacional de Trabajadores de la Prensa de Venezuela informó que fue la sexta vez en menos de un mes en el que era negado el acceso a la prensa nacional e internacional al Palacio Federal Legislativo, siendo la primera vez el 17 de abril. La Asamblea Nacional aseguró que Bladimir Lugo denunciaría ante la Fiscalía a las personas involucradas por la supuesta violencia física contra su persona y los militares. Tinedo Guía, el presidente del Colegio Nacional de Periodistas (CNP), rechazó las continuas agresiones suscitadas en contra de periodistas, camarógrafos y fotógrafos que cubren a diario el Palacio Federal Legislativo propinadas por funcionarios de la GNB comandados por el coronel Vladimir Lugo por lo que lo declaró persona non grata, instando al resto de las seccionales del CNP del país a plegarse a esta declaración, haciendo un llamado a las instituciones competentes a investigar y rechazar los hechos irregulares. El Colegio de Periodistas también alertó a la comunidad internacional sobre la grave situación de la libertad de expresión en el país e instó al Plan República y a los diversos actores que forman parte del proceso de las elecciones presidenciales de 2018 a respetar y facilitar el trabajo de los periodistas y comunicadores durante los comicios.
El 30 de marzo de 2018 fue sancionado por el gobierno de Panamá por ser considerado de alto riesgo por blanqueo de capitales, "financiamiento del terrorismo" y "financiamiento de la proliferación de armas de destrucción masiva".